# Itaipusa variodentata
Itaipusa variodentata är en plattmaskart som först beskrevs av Karling et al. 1972, och fick sitt nu gällande namn av Tor Karling 1978. Itaipusa variodentata ingår i släktet Itaipusa och familjen Koinocystididae. Inga underarter finns listade i Catalogue of Life.